# Pomniki przyrody w powiecie prudnickim
Do pomników przyrody powiatu prudnickiego zalicza się 2 aleje i 17 pojedynczych drzew.
1. Cis pospolity w Chrzelicach
2. Modrzew europejski w Jelenim Dworze
3. Grupa dziewięciu dębów szypułkowych w Głogówku
4. Aleja 102 dębów szypułkowych w Głogówku
5. Aleja 323 lip drobnolistnych w Lubrzy
6. Dęby szypułkowe w Lesie Prudnickim
7. Daglezja w Prudniku
8. Topola w Wierzbcu
9. Platan klonolistny w Prudniku
10. Dąb szypułkowy w Prudniku
| Obiekt                                   | Wymiary                                                             | Szacunkowy wiek | Położenie                                                                               | Data ustanowienia pomnikiem | Zdjęcie |
| ---------------------------------------- | ------------------------------------------------------------------- | --------------- | --------------------------------------------------------------------------------------- | --------------------------- | ------- |
| Cis pospolity (Taxus baccata)            | obw.: 160 cm pierśn.: 67 cm wys.: 17 m                              | ok. 200 lat     | Chrzelice 50°27′51,4″N 17°44′17,5″E/50,464278 17,738194                                 | 6 lipca 1957                |         |
| Modrzew europejski (Larix decidua)       | obw.: 290 cm pierśn.: 112 cm wys.: 35 m                             | ok. 170 lat     | Jeleni Dwór 50°30′54,0″N 17°44′04,2″E/50,515000 17,734500                               | 5 lutego 2000               |         |
| Grupa dziewięciu dębów szypułkowych      | obw.: od 355 do 807 cm pierśn.: od 113 do 257 cm wys.: od 3 do 30 m |                 | Głogówek, Park Miejski 50°21′20,0″N 17°51′21,8″E/50,355556 17,856056                    | 2 lipca 1955                |         |
| Aleja 102 dębów szypułkowych             | obw.: od 44 do 581 cm pierśn.: od 14 do 196 cm wys.: od 9 do 27 m   |                 | Głogówek, łąka między Osobłogą i Młynówką 50°21′53,8″N 17°51′16,1″E/50,364944 17,854472 | 20 lutego 1953              |         |
| Aleja 323 lip drobnolistnych             |                                                                     |                 | Lubrza, przy drodze do Białej 50°20′30,1″N 17°37′25,9″E/50,341694 17,623861             | 10 marca 1970               |         |
| Dąb szypułkowy (Quercus robur)           | obw.: 562 cm pierśn.: 178 cm wys.: 28 m                             | ok. 420 lat     | Prudnik, przy drodze do Chocimia 50°18′21,4″N 17°33′32,3″E/50,305944 17,558972          | 21 grudnia 1956             |         |
| Dąb szypułkowy (Quercus robur)           | obw.: 545 cm                                                        | ok. 270 lat     | Prudnik, przy drodze do Chocimia 50°18′21,4″N 17°33′32,3″E/50,305944 17,558972          | 21 grudnia 1956             |         |
| Daglezja (Pseudotsuga Carriere)          | obw.: 360 cm pierśn.: 123 cm wys.: 18 m                             | ok. 180 lat     | Prudnik, w pobliżu Dębowca 50°16′52,8″N 17°32′34,9″E/50,281333 17,543028                | 11 kwietnia 1963            |         |
| Topola (Populus)                         | pierśn.: 103 cm wys.: 25 m                                          |                 | Wierzbiec 50°19′46,7″N 17°28′43,2″E/50,329639 17,478667                                 | 10 stycznia 1959            |         |
| Platan klonolistny (Platanus acerifolia) | obw.: 472 cm wys.: 32 m                                             | ok. 170 lat     | Prudnik 50°19′34,8″N 17°34′22,5″E/50,326333 17,572917                                   | 18 czerwca 2016             |         |
| Dąb szypułkowy (Quercus robur)           | obw.: 410 cm wys.: 30 m                                             | ok. 250 lat     | Prudnik 50°19′17,0″N 17°33′44,2″E/50,321389 17,562278                                   | 18 czerwca 2016             |         |